# تپه عادل‌آباد
تپه عادل آباد مربوط به دوره اشکانیان - سده‌های اولیه دوران‌های تاریخی پس از اسلام است و در شهرستان سلسله، بخش مرکزی، دهستان قلعه مظفری، ۱/۲ متری جنوب غرب روستای عادل آباد واقع شده و این اثر در تاریخ ۲۲ اسفند ۱۳۸۵ با شمارهٔ ثبت ۱۸۲۵۰ به‌عنوان یکی از آثار ملی ایران به ثبت رسیده است.